# Parexarnis undulans
Parexarnis undulans är en fjärilsart som beskrevs av Moore 1878. Parexarnis undulans ingår i släktet Parexarnis och familjen nattflyn. Inga underarter finns listade i Catalogue of Life.